# Antalffy Endre
Antalffy Endre (Ratosnya, 1877. február 3. – Marosvásárhely, 1958. február 6.) romániai magyar irodalomtörténész, költő, nyelvész, műfordító.

## Életútja
Középiskoláit Marosvásárhelyen és Gyulafehérvárott végezte, ezután Gyulafehérvárott teológiát, a kolozsvári egyetemen humán tárgyakat tanult. Tanári oklevele megszerzése után két éven át a kairói Azhar-mecset muszlim egyetemének volt hallgatója, majd Jeruzsálemben és Konstantinápolyban a keleti nyelveket tanulmányozta. Hazatérte után előbb Budapesten, 1910-től Marosvásárhelyen lett tanár. 1918-ban és 1919-ben előadásokon népszerűsítette Karl Marx munkáit, majd a Nemzeti Tanács elnöke lett. Részt vett a Kemény Zsigmond Társaság munkájában, a Deutsche Morgenlandische Gesellschaft tagja is volt. 1944 őszén Maros-Torda vármegye alispánja lett. Versei, darabjai, kritikái és fordításai, úti beszámolói a Zord Idő, a Vasárnapi Újság és az Erdélyi Helikon hasábjain jelentek meg. 1919 és 1923 közt több marosvásárhelyi könyvkiadói vállalkozásban is részt vett, ő volt az Erdélyi Könyvbarátok Társasága egyik alapítója. 1923-ban Klasszikus olvasmányok címen könyvsorozatot indított.
Emil Dandea marosvásárhelyi polgármesterrel együtt előszót írt a Gherasim Emil, Kertész Ákos és Bartha István szerkesztette a Cot la cot – Vállvetve c. kétnyelvű antológiához (Marosvásárhely, 1936).

## Munkássága

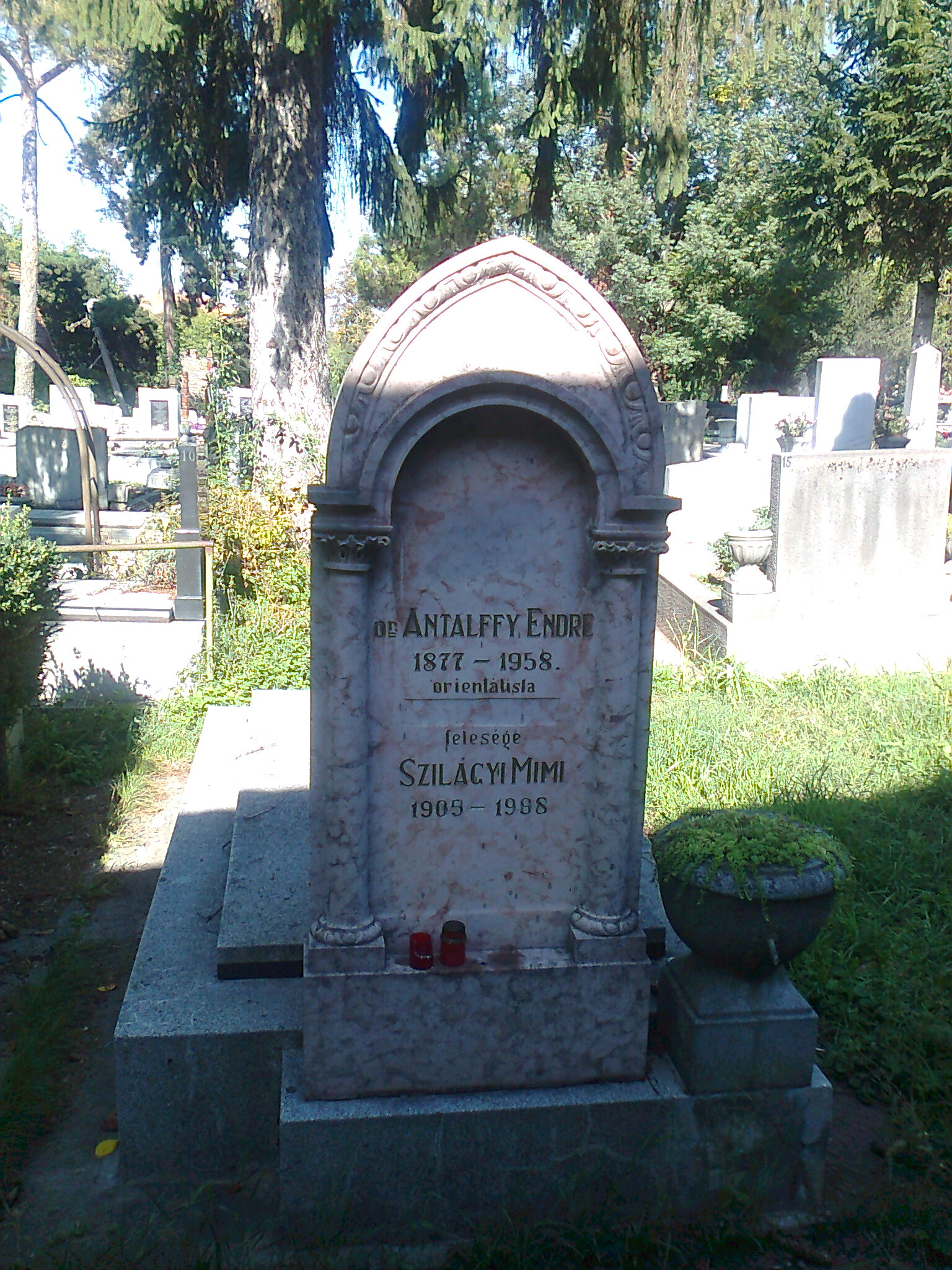
Sírja a marosvásárhelyi református temetőben

Arab nyelvről magyarra fordította a teljes Korán-t (kéziratban maradt), az Ezeregyéjszaka számos meséjét, perzsa nyelvből Omar Hajjám verseit és Dzsámi epigrammáit. román, angol, francia, török és kínai költők verseiből is. Ő írta meg az Erdélyi Lexikon román irodalmi, valamint a Dézsi Lajos szerkesztette Világirodalmi lexikon (Budapest, 1930) arab és perzsa címszavait. Nicolae Iorga biztatására románra fordította Evliya Çelebi útleírását (Buletinul Comisiei Monumentelor Istorice, 1932), arab és török krónikák román vonatkozású részeit közölte az Analele Academiei Române – Memoriile Secției Istorice (1932) s a Revista Istorică (1934) hasábjain. Verseit megzenésítette Chilf Miklós és Kozma Géza.
Egyéb ismertebb munkái: Petrőczi Kata Szidónia élete és munkái 1664-1708 (Budapest, 1904); Karácsonyi legenda  (színjáték, Marosvásárhely, 1915); A mester (színmű, Marosvásárhely, 1924); A libapásztor (versek gyermekek részére, 1955); Mese egy pár kicsi csizmáról (ifjúsági verses elbeszélés, 1957). Fordításai: Richard Sasuly: IG-Farben (1949); Gala Galaction: Mahmud papucsai (1968, posztumusz).